# Zwarte-c-uil
De zwarte-c-uil (Xestia c-nigrum) is een typische middelgrote uil (familie Noctuidae). Hij is ongeveer 1,5 centimeter lang en heeft een grote liggende C langs de voorrand van elke voorvleugel. De achtervleugels zijn gelig wit. Hij heeft een witgerande kraag tussen kopje en borst. De voelsprieten zijn draadvormig en heel dun.

## Voorkomen
De soort komt in Nederland voor en is een van de meest talrijke uilensoorten. De vlinder vliegt van april tot in oktober in twee elkaar overlappende generaties.

## Levenswijze
De vlinders vliegen 's avonds uit en dansen rond het licht van bijvoorbeeld straatlantaarns. Ze worden zodoende regelmatig gegrepen door vleermuizen. De rupsen leven op kruidachtige planten. Ze zijn, hoewel ze in sommige jaren in grote aantallen voorkomen, niet schadelijk.

## Benaming
De C in de systematische naam en in de Nederlandse, Duitse en Franse naam verwijst naar de opvallende bogen op de vleugels. Xestia komt van xestos, 'glad, gepoetst' en nigrum van niger, 'zwart'.